# Fellheim
Fellheim ist eine Gemeinde im schwäbischen Landkreis Unterallgäu des deutschen Bundeslandes Bayern.

## Geografie
Das Pfarrdorf Fellheim liegt zehn Kilometer nördlich von Memmingen in der Region Donau-Iller in Oberschwaben. Das Gemeindegebiet besteht nur aus der Gemarkung Fellheim. Weitere Gemeindeteile gibt es nicht.

## Geschichte

### Bis zur Gemeindegründung
Die Gemeinde liegt an der ehemaligen Befestigungslinie des Donau-Iller-Rhein-Limes, auf der rechten Seite der Iller zwischen Kellmünz an der Iller und Memmingen. Fellheim gehörte nach mehreren Besitzwechseln ab dem 25. Januar 1555, der Übergabe des Lehensbriefes vom Fürststift Kempten, den Freiherren Reichlin von Meldegg. Die Familie Reichlin von Meldegg kam ursprünglich aus der Nähe von Hohenems im heutigen Vorarlberg. Fellheim war Sitz der gleichnamigen Herrschaft. Zwei Jahre später wurde mit dem Bau des Schlosses begonnen. 1620 erhielt die Freiherrschaft das Recht, den Blutbann auszuüben. Während des Dreißigjährigen Krieges wurde das Dorf von Schweden und von kaiserlichen Truppen geplündert und vollkommen verwüstet. In den Jahren 1636 bis 1643 lebte in dem Ort keine Person mehr. Ein einziger Bauer kehrte vom Krieg heim. Die Felder blieben während der Zeit unbestellt. Der Ortsherr, der in die Schweiz geflüchtet war, kehrte im Jahre 1643 nach Fellheim zurück. Um die Einwohnerzahl zu erhöhen, siedelte Freiherr Phillip Bernhard von Reichlin-Meldegg im Jahre 1670 fünf jüdische Familien in Fellheim an.
Mit der Rheinbundakte 1806 kam der Ort zu Bayern. Im Zuge der Verwaltungsreformen in Bayern entstand mit dem Gemeindeedikt von 1818 die heutige Gemeinde.

### Jüdische Gemeinde
Die jüdische Gemeinde bestand bis 1943 und bildete den überwiegenden Teil der Ortsbevölkerung. Im Ortsbild, südlich des Schlosses, ist noch heute das jüdische Ensemble zu erkennen, das aus Synagoge, Friedhof, Schule, Wohn- und Geschäftshäusern bestand.

### Wallfahrt zum Heiligen Kreuz in Pleß
Die Sühnefußwallfahrt zum Heiligen Kreuz von Pleß ist eine auf das Jahr 1665 zurückgehende und im Jahre 1973 wieder eingeführte Sühnefußwallfahrt, beginnend in der Pfarrkirche Herz-Jesu in Fellheim, zu einem drei Kilometer entfernten angeblich wunderwirkenden Kreuz in der Kreuzkapelle auf der Gemarkung von Pleß im Landkreis Unterallgäu. Die Wallfahrt findet an jedem zweiten Montag von Mai bis Oktober abends vor Sonnenuntergang statt. An ihr nehmen jeweils bis zu 3000 Wallfahrer aus dem Illertal und Umgebung teil.

### Fellheimer Synagoge
Jacob Bär war von 1745 bis 1765 Rabbiner in Laupheim. Von ihm wird berichtet, dass er vorher das Amt in der jüdischen Gemeinde Fellheim innehatte. Die Synagoge, ein dreistöckiges Gebäude von fünfzehn Meter Länge und zehn Meter Breite wurde 1786 in barockem Stil erbaut und 1860 umfassend renoviert.
Im Zuge der Novemberpogrome wurde das Bauwerk am 10. November 1938 von Bewohnern der Nachbargemeinde Boos und SS-Truppen aus Memmingen verwüstet.
Im Zweiten Weltkrieg lagerten Flugzeugteile in dem Gebäude. Nach dem Krieg entwickelte Pläne, die Synagoge als jüdisches Gotteshaus für die in Memmingen und Umgebung lebenden Juden wieder aufzubauen, wurden nie verwirklicht. Auch die Anregung, das Gebäude als katholische Kirche oder Rathaus umzugestalten, wurden verworfen. Im Jahre 1950 wurde das Gebäude verkauft und als Wohnhaus umgebaut. Seit 2007 ist die ehemalige Synagoge wieder im Besitz der Gemeinde Fellheim; sie wurde seit 2013 zurückgebaut und renoviert. Im Oktober 2015 wurde die ehemalige Synagoge als Bürgerhaus eröffnet.

### Einwohnerentwicklung
| Jahr      | 1961 | 1970 | 1987 | 1991 | 1995 | 2000 | 2005 | 2010 | 2015 | 2020 |
| Einwohner | 0848 | 0860 | 0772 | 0917 | 1067 | 1210 | 1220 | 1151 | 1119 | 1132 |

Zwischen 1988 und 2018 wuchs die Gemeinde von 815 auf 1148 um 333 Einwohner bzw. um 40,9 %.

## Politik
Die Gemeinde ist Mitglied der Verwaltungsgemeinschaft Boos.

### Bürgermeister
Erster Bürgermeister ist Reinhard Schaupp. Er wurde bei den bayerischen Kommunalwahlen im März 2020 mit 93,9 % der Stimmen Nachfolger von Alfred Groezinger. Dieser wiederum wurde im Jahr 2008 Nachfolger von Karl Schregle. Dieser war im Jahr 2002 der Nachfolger von Bernhard Kling (Wählergruppe Arbeitnehmer).

### Gemeinderat
Bei der Kommunalwahl am 15. März 2020 lag nur der Wahlvorschlag der Fellheimer Liste vor, die alle zwölf Sitze erhielt. Auch in der vorausgehenden Amtszeit 2014 bis 2020 hatte die Fellheimer Liste die einzige Bewerberliste vorgelegt und alle zwölf Mandate erhalten.

### Wappen
| | Blasonierung: „Gespalten von Rot und Silber; vorne der heilige Johannes von Nepomuk mit Sternennimbus, hinten ein grüner Weidenbaum.“ |
| Wappenbegründung: Das Gemeindewappen ist reich am sinnbildlichen Beziehungen auf den Ort. Die Farben Rot – Silber erinnern an die Freiherren Reichlin von Meldegg, die fast 400 Jahre lang Grundherren von Fellheim waren; der heilige Johannes von Nepomuk ist Ortspatron. Der Weidenbaum verweist auf den alten Ausdruck „Felwe“ für Weide und stellt damit den Bezug zum Ortsnamen her. Dieses Wappen wird seit 1948 geführt. Der Entwurf stammt vom Memminger Walter Braun und die Gestaltung übernahm der Münchner Emil Werz. | |

### Flagge
Die Flagge ist weiß–rot gestreift mit aufgelegtem Gemeindewappen.

## Baudenkmäler
- ehemaliges Schloss Reichlin-Meldegg
- ehemalige Synagoge
- ehemaliger jüdischer Friedhof
- Bestand an Häusern der ehemaligen jüdischen Siedlung
- Herz Jesu Kirche, 1958
- Bahnhof Fellheim

## Wirtschaft und Infrastruktur

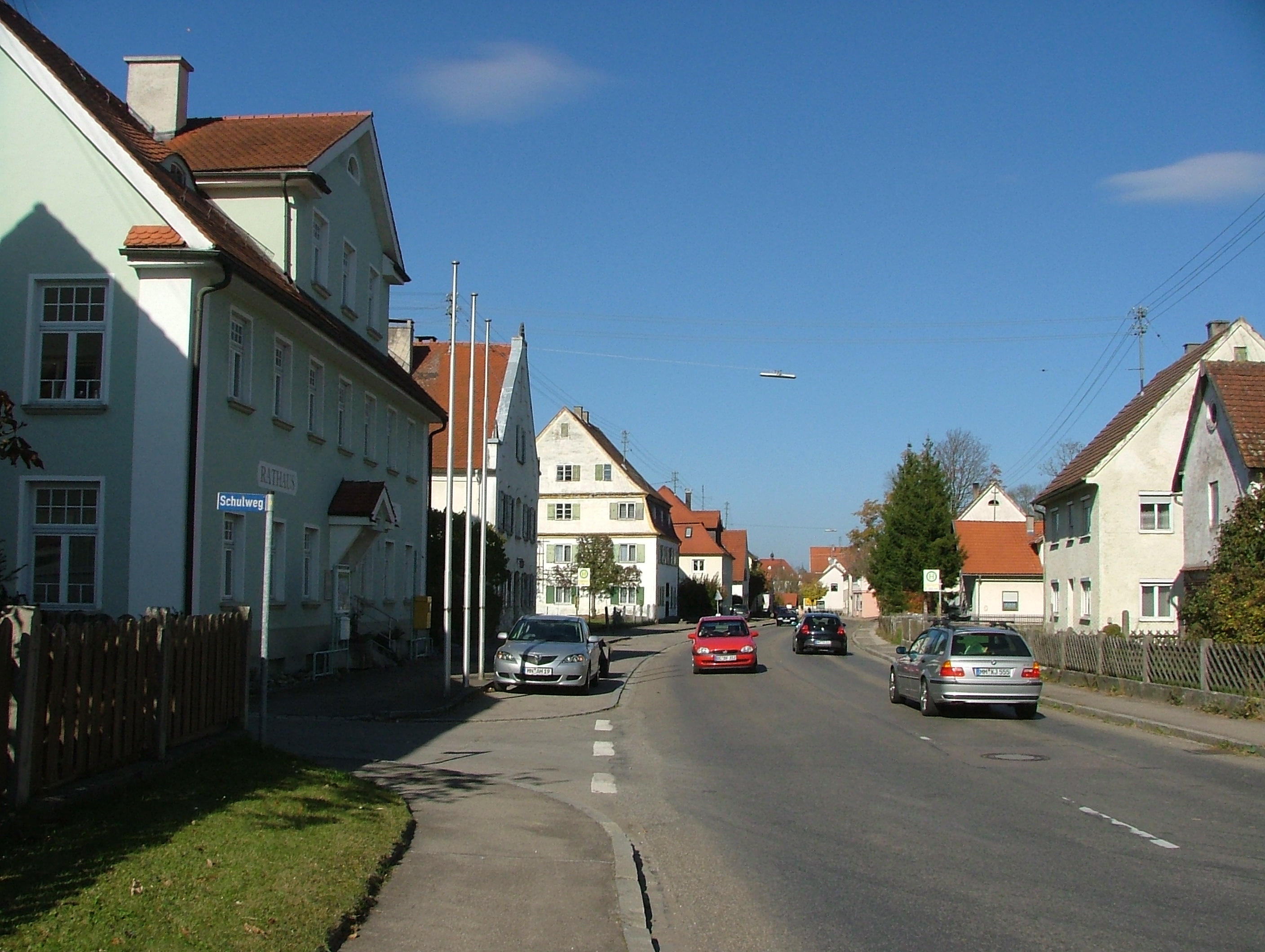
Die Hauptverkehrsstraße in Richtung Norden, die Ulmer Straße

### Wirtschaft einschließlich Land- und Forstwirtschaft
Im Jahr 2022 erzielte Fellheim Einnahmen aus der Gewerbesteuer in Höhe von 0,83 Millionen Euro. Mit einem Gewerbesteuerhebesatz von 310 % zählt die Gemeinde zu den steuerlich attraktiven Standorten Deutschlands. Fellheim ist etwa steuerlich deutlich günstiger als die Landeshauptstadt München (Gewerbesteuerhebesatz 490 %).
Es gab im Jahr 2021 nach der amtlichen Statistik im produzierenden Gewerbe 60 und sonstigen Wirtschaftsbereiche 167 Personen sozialversicherungspflichtig Beschäftigte am Arbeitsort. Sozialversicherungspflichtig Beschäftigte am Wohnort gab es insgesamt 507. Im verarbeitenden Gewerbe gab es keine, im Bauhauptgewerbe zwei Betriebe. Zudem bestanden im Jahr 2020 sechs landwirtschaftliche Betriebe mit einer landwirtschaftlich genutzten Fläche von 171 ha, davon waren 93 ha Ackerfläche und 78 ha Dauergrünfläche.
Die Gemeinde hatte im Jahre 2012 viele Auspendler, die in Memmingen oder im benachbarten Kirchdorf an der Iller bei der Firma Liebherr-Hydraulikbagger arbeiteten. Größter Arbeitgeber am Ort war das private Pflegeheim Johanneshof Schloss Fellheim.

### Verkehr
Fellheim hatte einen Bahnhof an der Bahnstrecke Neu-Ulm–Kempten. Dieser wurde jedoch stillgelegt. Für die Regio-S-Bahn Donau-Iller ist jedoch eine Wiedereröffnung geplant.

### Bildung
Im Dorf Fellheim gibt es einen Kindergarten mit 68 Plätzen.

### Tourismus
Fellheim liegt am Iller-Radweg, einer Fernverbindung für Radfahrer zwischen Ulm und Oberstdorf.

## Persönlichkeiten
- Sebastian Reichlin von Meldegg, erhielt am 25. Januar 1555 den Lehensbrief von der Fürstabtei Kempten und begründete die ca. 300 Jahre währende Herrschaft Reichlin von Meldegg
- Joseph Rosenthal (1805–1885), Buchhändler
- Ludwig Rosenthal (1840–1928), Buchhändler
- Jacques Rosenthal (1854–1937), Buchhändler
- Hans-Joachim Weirather (* 1959), Landrat des Landkreises Unterallgäu (seit 2006)